# Handbol als Jocs Olímpics
L'handbol és un esport que feu la seva primera aparició en el programa oficial dels Jocs Olímpics d'Estiu en els Jocs Olímpics d'Estiu de 1936 disputats a Berlín (Alemanya). Entre 1948 i 1968 no fou inclòs en el programa olímpic, reprenent-se la seva participació en els Jocs Olímpics d'Estiu de 1972 celebrats a Múnic (RFA). La competició femenina no fou incorporada al programa fins als Jocs Olímpics d'Estiu de 1976 celebrats a Mont-real (Canadà).
Els grans dominadors d'aquesta disciplina, per ordre són Dinamarca, França, la Unió Soviètica i Noruega.

## Proves
| Proves              | 36 | 48-68 | 72 | 76 | 80 | 84 | 88 | 92 | 96 | 00 | 04 | 08 | 12 | 16 | 20 | 24 | Total |
| ------------------- | -- | ----- | -- | -- | -- | -- | -- | -- | -- | -- | -- | -- | -- | -- | -- | -- | ----- |
| Categoria masculina | •  |       | •  | •  | •  | •  | •  | •  | •  | •  | •  | •  | •  | •  | •  | •  | 15    |
| Categoria femenina  |    |       |    | •  | •  | •  | •  | •  | •  | •  | •  | •  | •  | •  | •  | •  | 13    |

## Medallistes

### Categoria masculina
| Edició              | Or                                   | Argent                               | Bronze                               |
| 1936 Berlín         | Alemanya                             | Àustria                              | Suïssa                               |
| 1948-1968           | No fou inclòs en el programa olímpic | No fou inclòs en el programa olímpic | No fou inclòs en el programa olímpic |
| 1972 Múnic          | Iugoslàvia                           | Txecoslovàquia                       | Romania                              |
| 1976 Mont-real      | Unió Soviètica                       | Romania                              | Polònia                              |
| 1980 Moscou         | RDA                                  | Unió Soviètica                       | Romania                              |
| 1984 Los Angeles    | Iugoslàvia                           | RFA                                  | Romania                              |
| 1988 Seül           | Unió Soviètica                       | Corea del Sud                        | Iugoslàvia                           |
| 1992 Barcelona      | Equip Unificat                       | Suècia                               | França                               |
| 1996 Atlanta        | Croàcia                              | Suècia                               | Espanya                              |
| 2000 Sydney         | Rússia                               | Suècia                               | Espanya                              |
| 2004 Atenes         | Croàcia                              | Alemanya                             | Rússia                               |
| 2008 Pequín         | França                               | Islàndia                             | Espanya                              |
| 2012 Londres        | França                               | Suècia                               | Croàcia                              |
| 2016 Rio de Janeiro | Dinamarca                            | França                               | Alemanya                             |
| 2020 Tòquio         | França                               | Dinamarca                            | Espanya                              |
| 2024 París          | Dinamarca                            | Alemanya                             | Espanya                              |

### Categoria femenina
| Edició              | Or             | Argent        | Bronze          |
| 1976 Mont-real      | Unió Soviètica | RDA           | Hongria         |
| 1980 Moscou         | Unió Soviètica | Iugoslàvia    | RDA             |
| 1984 Los Angeles    | Iugoslàvia     | Corea del Sud | R.P. de la Xina |
| 1988 Seül           | Corea del Sud  | Noruega       | Unió Soviètica  |
| 1992 Barcelona      | Corea del Sud  | Noruega       | Equip Unificat  |
| 1996 Atlanta        | Dinamarca      | Corea del Sud | Hongria         |
| 2000 Sydney         | Dinamarca      | Hongria       | Noruega         |
| 2004 Atenes         | Dinamarca      | Corea del Sud | Ucraïna         |
| 2008 Pequín         | Noruega        | Rússia        | Corea del Sud   |
| 2012 Londres        | Noruega        | Montenegro    | Espanya         |
| 2016 Rio de Janeiro | Rússia         | França        | Noruega         |
| 2020 Tòquio         | França         | ROC           | Noruega         |
| 2024 París          | Noruega        | França        | Dinamarca       |

## Medaller

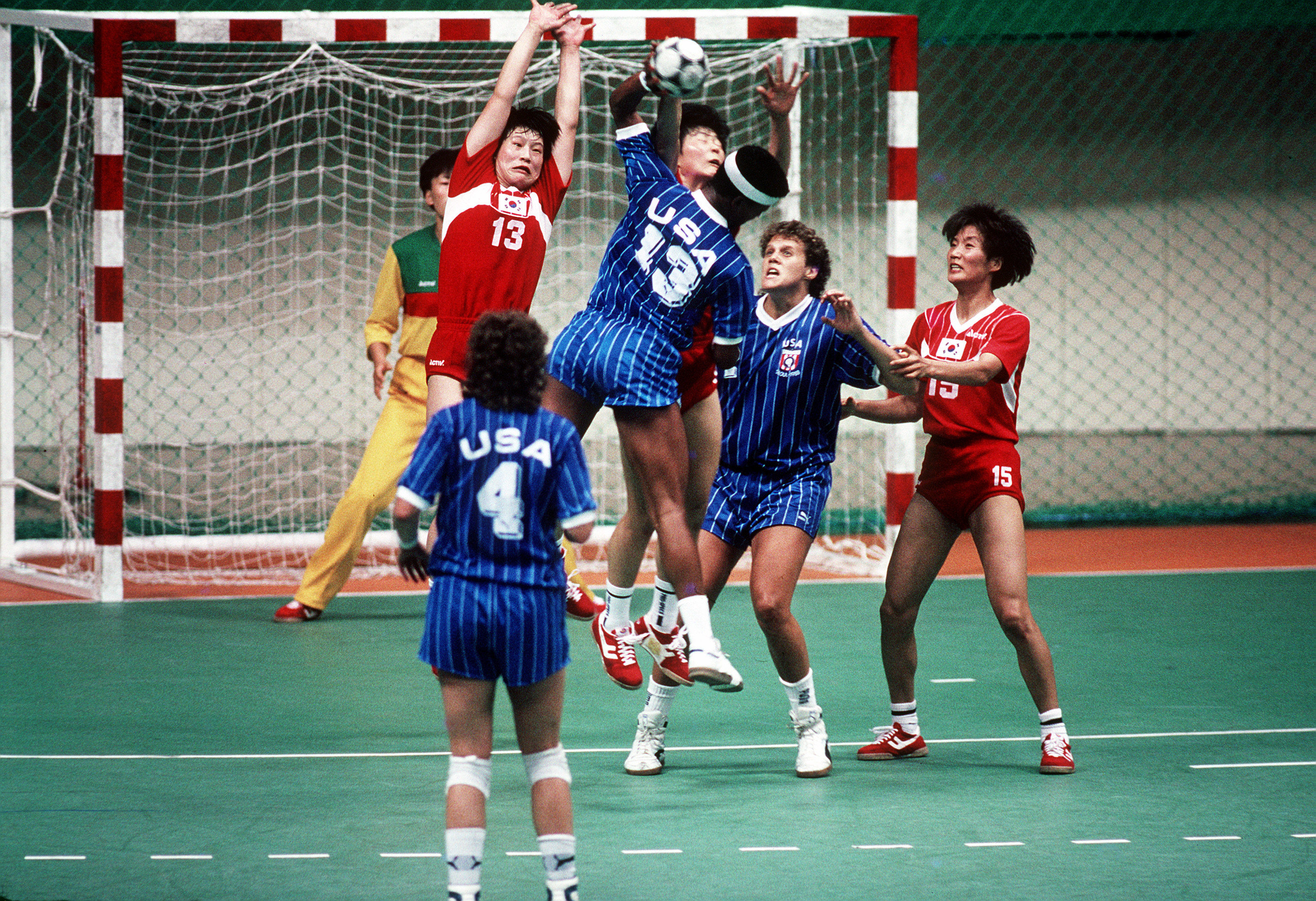
Competició femenina el 1988.

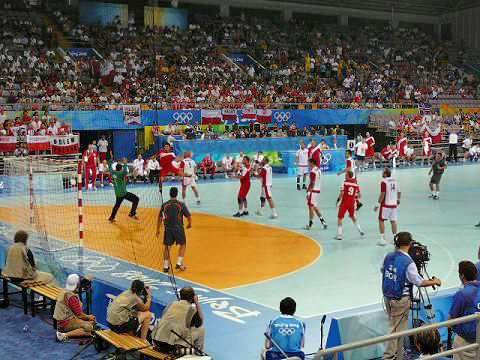
Competició masculina el 2008.

en cursiva: CONs desapareguts.
Actualització: Jocs Olímpics París 2024.
| Posició | País            | Or | Plata | Bronze | Total |
| 1       | Dinamarca       | 5  | 1     | 1      | 7     |
| 2       | França          | 4  | 3     | 1      | 8     |
| 3       | Unió Soviètica  | 4  | 1     | 1      | 6     |
| 4       | Noruega         | 3  | 2     | 3      | 8     |
| 5       | Iugoslàvia      | 3  | 1     | 1      | 5     |
| 6       | Corea del Sud   | 2  | 4     | 1      | 7     |
| 7       | Rússia          | 2  | 2     | 1      | 5     |
| 8       | Croàcia         | 2  | 0     | 1      | 3     |
| 9       | Alemanya        | 1  | 3     | 1      | 5     |
| 10      | RDA             | 1  | 1     | 1      | 3     |
| 11      | Equip Unificat  | 1  | 0     | 1      | 2     |
| 12      | Suècia          | 0  | 4     | 0      | 4     |
| 13      | Romania         | 0  | 1     | 3      | 4     |
| 14      | Hongria         | 0  | 1     | 2      | 3     |
| 15      | Àustria         | 0  | 1     | 0      | 1     |
| 15      | Islàndia        | 0  | 1     | 0      | 1     |
| 15      | Montenegro      | 0  | 1     | 0      | 1     |
| 15      | Txecoslovàquia  | 0  | 1     | 0      | 1     |
| 19      | Espanya         | 0  | 0     | 6      | 6     |
| 20      | Polònia         | 0  | 0     | 1      | 1     |
| 20      | Suïssa          | 0  | 0     | 1      | 1     |
| 20      | Ucraïna         | 0  | 0     | 1      | 1     |
| 20      | R.P. de la Xina | 0  | 0     | 1      | 1     |
| Total   | Total           | 26 | 26    | 26     | 78    |

## Medallistes més guardonats

### Categoria masculina
| Nom                | CON                                      | Anys      | Or | Plata | Bronze | Total |
| Luc Abalo          | França                                   | 2008-2020 | 3  | 1     | 0      | 4     |
| Michaël Guigou     | França                                   | 2004-2020 | 3  | 1     | 0      | 4     |
| Nikola Karabatić   | França                                   | 2004-2020 | 3  | 1     | 0      | 4     |
| Andrei Lavrov      | Unió Soviètica · Equip Unificat · Rússia | 1988-2004 | 3  | 0     | 1      | 4     |
| Daniel Narcisse    | França                                   | 2004-2016 | 2  | 1     | 0      | 3     |
| Thierry Omeyer     | França                                   | 2004-2016 | 2  | 1     | 0      | 3     |
| Aleksandr Tutxkin  | Unió Soviètica · Rússia                  | 1988-2004 | 2  | 0     | 1      | 3     |
| Venio Losert       | Croàcia                                  | 1996-2012 | 2  | 0     | 1      | 3     |
| Vassili Kudínov    | Equip Unificat · Rússia                  | 1992-2004 | 2  | 0     | 1      | 3     |
| Talant Duyshebayev | Equip Unificat · Espanya                 | 1992-2004 | 1  | 0     | 2      | 3     |
| Tomas Svensson     | Suècia                                   | 1992-2000 | 0  | 3     | 0      | 3     |

### Categoria femenina
| Nom                     | CON            | Anys            | Or | Plata | Bronze | Total |
| Seong-Ok Oh             | Corea del Sud  | 1992-2008       | 1  | 2     | 1      | 4     |
| Larissa Kàrlova         | Unió Soviètica | 1976-1980, 1988 | 2  | 0     | 1      | 3     |
| Zinaïda Turtxinà        | Unió Soviètica | 1976-1980, 1988 | 2  | 0     | 1      | 3     |
| Marit Malm Frafjord     | Noruega        | 2008-2016       | 2  | 0     | 1      | 3     |
| Kari Aalvik Grimsbø     | Noruega        | 2008-2016       | 2  | 0     | 1      | 3     |
| Katrine Lunde           | Noruega        | 2008-2016       | 2  | 0     | 1      | 3     |
| Linn-Kristin Riegelhuth | Noruega        | 2008-2016       | 2  | 0     | 1      | 3     |
| Im O-Gyeong             | Corea del Sud  | 1992-1996, 2004 | 1  | 2     | 0      | 3     |
| Hong Jeong-Ho           | Corea del Sud  | 1992-1996, 2008 | 1  | 1     | 1      | 3     |